# 文德翼
文德翼（1604年—1675年），字用昭，一字灯岩，号石室，又号补堂，江西九江府德化縣人，明末清初政治人物。同進士出身。

## 生平
崇祯三年（1630年）庚午科應天鄉試第五十七名舉人，崇禎七年（1634年），登甲戌科進士，兵部观政，十月授浙江嘉兴府推官。十六年（1643年）文德翼被擢升为吏部稽勋清吏司主事，但因为丁父忧返居故里，而未任职。著有《求是堂文集》。

## 家族
曾祖文万锺，宋丞相文天祥之裔；祖文经纬（1532年-1580年），廪生，七中副榜，祖母勞氏，勞堪之姊；父文士弘（1578年-1641年），字元任，號三瀑，庠生。开办讲所“鹦鸣馆”，聚徒讲学，门人私谥“安节”，曾捐室为阳明书院，有功于九江理学。
儿子文行远亦有文名，著作有《浔阳蹠醢》六卷。